# The Dispensary
A The Dispensary egy György-korabeli lakóház a walesi Monmouth központjában. Az épületet a 18. század közepén emelték, a 19. század elején bővítették ki és nyerte el mai formáját. Egyike a monmouthi örökség tanösvény huszonnégy állomásának. A helytörténészek szerint „a város egyik legszebb tizennyolcadik századi építménye.” 
Nevét onnan kapta, hogy 1857-ben ide települt át a város orvosi rendelője, amelyet 1810-ben alapítottak a monmouthi vár egyik épületében. 1868 és 1903 között kórházként üzemelt helyi mecénások, mint Sir James Paget (Viktória királynő orvosa) támogatásával. A működési költségeit helyi bankok állták. Mivel hiányzott egy megfelelő műtő, valamint a lépcsőháza túlságosan meredek volt, a városi tanács egy új kórház építése mellett döntött. Az új kórházat 1903-ban nyitották meg a Hereford Road-on. Ezt követően francia iskola működött meg, majd 2001-ben lakóházzá alakították.